# WarnerMedia
WarnerMedia, LLC byl americký nadnárodní mediální a zábavní konglomerát se sídlem v New Yorku. Podle výnosů se po Comcastu a The Walt Disney Company jednalo o třetí největší společnost v tomto odvětví na světě. WarnerMedia vznikla v roce 1972 jako Warner Communications, po spojení se společností Time v roce 1990 nesla název Time-Warner, mezi lety 2001 a 2003 AOL Time Warner a od roku 2003 Time Warner. V roce 2018 byla Time Warner odkoupena společností AT&T a dne 14. června 2018 došlo k přejmenování na WarnerMedia.
WarnerMedia se zabývala především filmovým a televizním průmyslem, částečně se také pohybovala v oblasti vydavatelské činnosti. Hlavními částmi konglomerátu byly HBO (původně součást Time), Turner Broadcasting System (pořízena v roce 1996), The CW, Warner Bros., CNN, DC Comics; kromě toho vlastnila také část Hulu. Některé divize byly mezi roky 2004 a 2014 buď odprodány jiným investorům, nebo se oddělily do samostatných podniků; k těm důležitým patřily Time, AOL, Time Warner Cable, Warner Books a Warner Music Group.
V květnu 2021 AT&T oznámila, že navrhla fúzi společností Discovery a WarnerMedia. Transakci schválila Evropská komise v prosinci 2021 a dokončena byla 8. dubna 2022, kdy se Discovery a WarnerMedia spojily do nové společnosti Warner Bros. Discovery.